# Ammophila champlainensis
Ammophila champlainensis är en gräsart som beskrevs av Frank Conkling Seymour. Ammophila champlainensis ingår i släktet Sandrörsläktet, och familjen gräs. Inga underarter finns listade i Catalogue of Life.